# Invicta Fighting Championships
Invicta Fighting Championships, también conocida como Invicta FC, es una empresa de artes marciales mixtas con sede en Estados Unidos compuesta solamente por mujeres combatientes. Fue fundada en 2012 por Janet Martin y Shannon Knapp. La empresa tiene una alianza estratégica con la promoción japonesa Deep Jewels.
La palabra "Invicta" significa "Invencible e Incomparable" en latín.
Los eventos son transmitidos por CBS Sports Network.

## Reglas
Las normas actuales de Invicta sigue las Reglas Unificadas de Artes Marciales Mixtas que se establecieron originalmente por la Junta de Control Atlético del Estado de Nueva Jersey y modificadas por la Comisión Atlética de Nevada.

## Campeonas actuales
| División   | Peso           | Campeona          | Desde el                                 | Defensas del título |
| ---------- | -------------- | ----------------- | ---------------------------------------- | ------------------- |
| Peso pluma | 66 kg (145 lb) | Pam Sorenson      | 9 de agosto de 2019 (Invicta FC 36)      | 0                   |
| Peso gallo | 61 kg (134 lb) | Vacante           | 6 de marzo de 2020                       | ̣-                   |
| Peso mosca | 57 kg (125 lb) | Karina Rodríguez  | 21 de mayo de 2021 (Invicta FC 44)       | 0                   |
| Peso paja  | 52 kg (114 lb) | Vacante           | 2 de septiembre de 2020                  | -                   |
| Peso átomo | 48 kg (106 lb) | Alesha Zappitella | 17 de septiembre de 2020 (Invicta FC 42) | 1                   |